# Ветучасток
Ветучасток — населенный пункт в Вышневолоцком городском округе Тверской области.

## География
Находится в центральной части Тверской области на расстоянии приблизительно 18 км по прямой на юг-юго-восток от вокзала железнодорожной станции Вышний Волочёк у автомобильной дороги Е-105.

## История
Впервые был отмечен как ветеринарное учреждение на карте 1982 года. До 2019 года населенный пункт входил в состав ныне упразднённого Холохоленского сельского поселения Вышневолоцкого муниципального района.

## Население
Численность населения составляла 10 человек (русские 100 %) в 2002 году, 1 в 2010.